# Kicserela
Kicserela (ukránul: Кічерели) falu Ukrajnában, Kárpátalján, a Huszti járásban.

## Fekvése
Huszttól és Kövesligettől északkeletre fekvő település.

## Nevének eredete
A helységnév ruszin dűlőnévi eredetű, a dűlőnév alapja a кичера ’tar csúcsú erdős hegy’ (СУМ. 4: 156) főnév, ami Kárpátalja hegyvidéki településein elterjedt földrajzi köznév.